# Conostigmus mullensis
Conostigmus mullensis är en stekelart som först beskrevs av Cameron 1881.  Conostigmus mullensis ingår i släktet Conostigmus och familjen trefåresteklar. Inga underarter finns listade i Catalogue of Life.